# Hiroki Abe
Pour les articles homonymes, voir Abe.
Hiroki Abe (安部 裕葵, Hiroki Abe), né le 28 janvier 1999 à Tokyo au Japon, est un footballeur international japonais. Il évolue au poste d'ailier gauche au Urawa Red Diamonds.

## Biographie

### Kashima Antlers (2017-2019)
Hiroki Abe débute dans le monde professionnel avec l'équipe du Kashima Antlers. Il joue son premier match le 1er avril 2017, contre l'Omiya Ardija et son équipe l'emporte 0-1. Le 21 juin 2017, il marque pour la première fois, inscrivant même un doublé contre le FC Maruyasu Okazaki en Emperor's Cup, contribuant à la large victoire des Kashima Antlers sur le score de 5-0. En championnat, c'est le 29 juillet 2017 qu'il ouvre son compteur but, lors d'une victoire de son équipe 3-0 contre le Ventforet Kōfu.
En 2018 il reçoit le prix du meilleur jeune joueur de la saison en J. League.

### Débuts avec l'équipe réserve du FC Barcelone (depuis 2019)
Le 12 juillet 2019, le président du FC Barcelone, Josep Maria Bartomeu, annonce sa signature pour un transfert de 2 millions d'euros, avec un contrat de quatre ans et une clause libératoire s'élevant à 40 millions d'euros. 
Durant son passage dans le club catalan, Abe n'est pas épargné par les blessures. Il est notamment touché en août 2021 pendant les matchs de présaison puis doit subir encore une intervention chirurgicale en février 2022 pour un problème aux ischio-jambiers de sa jambe droite, ce qui le tient éloigné des terrains pour une longue période. 

### Équipe du Japon
Avec l'équipe du Japon des moins de 19 ans, il participe au championnat d'Asie des moins de 19 ans en 2018. Lors de cette compétition organisée en Indonésie, il marque un but contre la Corée du Nord, puis délivre deux passes décisives face à la Thaïlande. Le Japon s'incline en demi-finale face à l'Arabie saoudite.
En mai 2019, Abe est convoqué pour disputer la Copa América 2019 au Brésil. Le 17 juin 2019, il honore sa première sélection en remplaçant Shoya Nakajima lors d'une lourde défaite face au Chili, double tenant du titre (4-0).

## Palmarès
Kashima Antlers
- Vainqueur de la Ligue des champions d'Asie en 2018.